# Protobothrops sieversorum
Protobothrops sieversorum är en ormart som beskrevs av Ziegler, Herrmann, David, Orlov och Pauwels 2000. Protobothrops sieversorum ingår i släktet Protobothrops och familjen huggormar. Inga underarter finns listade i Catalogue of Life.
Arten förekommer endemisk i Vietnam.